# 신인동 (대전)
신인동(新仁洞)은 대전광역시 동구의 행정동이다. 대전역 기준에서 남쪽으로 1.5km2 떨어진 곳에 위치하고 있는 신인동은 경부선 철도 개통과 함께 발달한 대전의 발상지이다. 대전에서 가장 오래된 장터라고 전해지는 인동시장은 가마니와 쌀 시장으로 전국에 유명세를 떨치었던 곳으로 과거 대전 3.1독립만세운동의 거점지역으로 1919년 3월 16일 대전지역 최초로 독립운동이 있었던 곳이며, 신흥동은 대동천변에 반짝시장(일명 도깨비시장) 장터가 냇가 주변에 자리를 잡는 노천시장으로 ‘반짝시장’ 또는 ‘도깨비시장’이라 한다. 원 도심지역의 공동화 현상과 낙후된 도시환경으로 인구감소와 전통시장의 상권 위축으로 과거의 명성을 잃고 있으나 원동4가에서 효동4가에 위치해 있는 건설·건축 자재 특화거리 및 철도변 주거환경 개선사업과 신흥동을 중심으로 신흥지구 도시재정비 촉진사업(뉴타운사업)으로 활기를 찾아가고 있다.

## 연혁
- 백제 우술군
- 신라 비풍군
- 고려 초기 회덕현
- 1018년 고려 현종 9년 공주부
- 조선 태종 13년 공주군 산내면
- 1895년 조선 고종 32년 회덕군 산내면
- 1914년 인동은 회덕군 외남면 정포리 일부를 병합하여 대전군 대전면 본정2정목이 되고, 신흥동은 회덕군 외남면 지역으로 '새롭게 마을이 생긴다'는 의미로 신대리라 하여 대전군 외남면에 편입되었다.
- 1946년 해방과 더불어 일제식 동명변경에 따라 인동, 신흥동이라 하였다.
- 2008년 9월 1일 행정동 통합에 따라 대전광역시 동구 신인동이 되었다.[2]

## 법정동
- 신흥동(新興洞)
- 인동(仁洞)

## 교육
- 대전신흥초등학교
- 충남중학교

## 주요 기관
- 대전동부경찰서

## 교통
- 대전 도시철도 1호선 신흥역

## 주거
| 단지명           | 건설사                      | 시행사                           | 주소                    | 주소   | 입주        | 비고                       |
| ---------------- | --------------------------- | -------------------------------- | ----------------------- | ------ | ----------- | -------------------------- |
| 어진마을 주공    | 계룡건설산업 대원건설산업㈜ | 대한주택공사                     | 동구 계족로 65          | 인동   | 2007년 4월  | 인동지구 주거환경개선사업  |
| 신흥마을 주공    | 경남기업 범양건영           | 대한주택공사                     | 동구 옥천로 38          | 신흥동 | 2006년 5월  | 신흥2구역 주거환경개선사업 |
| 이스트시티 2단지 | 남해종합개발                | 한국토지주택공사                 | 동구 동대전로46번길 120 | 신흥동 | 2018년 10월 | 대신2구역 주거환경개선사업 |
| 신흥 SK VIEW     | ㈜에스케이에코플랜트        | 신흥3구역 주택재개발정비사업조합 | 동구 마을회관길 129     | 신흥동 | 2022년 4월  | 신흥3구역 재개발           |